# Lige i Nærheden af Ækvator
|  | Denne artikel er oprettet af botten Steenthbot ud fra en ekstern database. Den kan derfor have sproglige fejl eller mangler. Denne skabelon kan fjernes efter kontrol af indholdet. |

Lige i Nærheden af Ækvator er en dansk dokumentarfilm fra 1948 instrueret af Per Buckhøj.

## Handling
Filmen skildrer dels Senegal og Guineas natur og mennesker, men også de forhold, som venter en europæisk immigrantfamilie.

## Medvirkende
- Per Buckhøj
- Henny Lindorff
- Jørgen Buckhøj
- Carlo Buckhøj